# Roberto Benigni
Roberto Remigio Benigni, Cavaliere di Gran Croce OMRI (phát âm tiếng Ý: [roˈbɛrto beˈniɲɲi]; sinh 27 tháng 10 năm 1952) là diễn viên, đạo diễn người Ý.

## Đạo diễn phim
| Năm  | Phim                                                   | Ghi chú             |
| ---- | ------------------------------------------------------ | ------------------- |
| 1983 | You Upset Me (Tu mi turbi)                             | cũng đóng vai chính |
| 1984 | L'addio a Enrico Berlinguer                            | phim tài liệu       |
| 1985 | Nothing Left To Do But Cry (Non ci resta che piangere) | cũng đóng vai chính |
| 1988 | The Little Devil (Il piccolo diavolo)                  | cũng đóng vai chính |
| 1991 | Johnny Toothpick (Johnny Stecchino)                    | cũng đóng vai chính |
| 1994 | The Monster (Il mostro)                                | cũng đóng vai chính |
| 1997 | Life Is Beautiful (La vita è bella)                    | cũng đóng vai chính |
| 2002 | Pinocchio                                              | cũng đóng vai chính |
| 2005 | The Tiger and the Snow (La tigre e la neve)            | cũng đóng vai chính |

## Diễn viên phim
| Năm  | Tên phim                            | Vai                     | Ghi chú |
| ---- | ----------------------------------- | ----------------------- | --- |
| 1976 | Onda Libera                         | Mario Cioni             | Show truyền hình |
| 1977 | Berlinguer Ti Voglio Bene           | Mario Cioni             | |
| 1979 | I giorni cantati                    |                         | |
| 1979 | Clair de Femme                      | Barman                  | |
| 1979 | Seeking Asylum                      | Roberti                 | |
| 1979 | La Luna                             | Upholsterer             | |
| 1979 | Tigers in Lipstick                  | Principal               | |
| 1980 | Il Pap'occhio                       | Benigni                 | |
| 1981 | Il Minestrone                       | Il maestro              | Grolla d'Oro cho diễn viên xuất sắc nhất |
| 1981 | Anche i ladri hanno un santo        |                         | |
| 1983 | Effetti personali                   |                         | |
| 1983 | Tu mi turbi                         | Benigno                 | |
| 1983 | Tutto Benigni                       | Himself                 | |
| 1984 | Non ci resta che piangere           | Saverio                 | Cũng là đạo diễn |
| 1984 | Cinématon                           | Himself                 | |
| 1986 | Down by Law                         | Roberto                 | - Diễn viên xuất sắc nhất Nastro d'Argento - Đề cử — Independent Spirit Award for Best Male Lead |
| 1988 | The Little Devil                    | Giuditta                | - Cũng là đạo diễn - David di Donatello cho diễn viên xuất sắc nhất |
| 1990 | La voce della luna                  | Ivo Salvini             | |
| 1991 | Night on Earth                      | Driver (Rome)           | |
| 1991 | Johnny Stecchino                    | Dante, Johnny Stecchino | - Cũng là đạo diễn - Diễn viên xuất sắc nhất Nastro d'Argento - David di Donatello cho diễn viên xuất sắc nhất |
| 1993 | Son of the Pink Panther             | Jacques Gambrelli       | |
| 1994 | The Monster                         | Loris                   | - Cũng là đạo diễn - Globo d'Oro Best Diễn viên |
| 1997 | Life Is Beautiful                   | Guido Orefice           | - Các giải thưởng diễn viên xuất sắc: - Giải Oscar cho nam diễn viên chính xuất sắc nhất American Comedy Awards Giải BAFTA cho nam diễn viên chính xuất sắc nhất Ciak d'oro David di Donatello for Best Actor European Film Award for Best Actor Liên hoan phim tại châu Á Award for Best Actor Giải thưởng điện ảnh Grolla d'oro Giải LVFCS cho nam diễn viên chính xuất sắc nhất Nastro d'Argento for Best Actor Giải SAG cho nam diễn viên chính xuất sắc nhất Đề cử — Giải cho nam diễn viên xuất sắc nhất (Liên hoan phim Cannes) Đề cử — Giải của Hiệp hội phê bình phim Chicago cho nam diễn viên chính xuất sắc nhất Đề cử — Screen Actors Guild Award for Outstanding Performance by a Cast in a Motion Picture - Giải thưởng đạo diễn và màn ảnh: - Giải Oscar cho phim nói tiếng nước ngoài hay nhất Viện phim Mỹ Audience Award for Best Feature Film Athena Audience Award Australian Film Institute Best Foreign Film Award Critics' Choice Movie Award Best Foreign-Language Film Blue Ribbon Awards Best Foreign Language Film Giải thưởng lớn (Liên hoan phim Cannes) Giải César Hiệp hội phê bình phim Chicago for Best Foreign Language Film David di Donatello for Best Director David di Donatello for Best Script David di Donatello for Best Film Giải FFCC cho phim ngoại ngữ hay nhất Liên hoan phim tại châu Á Award Best Director Liên hoan phim tại châu Á Award for Best Film Giải phim Đức Best Foreign Film Giải KCFCC cho phim ngoại ngữ hay nhất Giải LVFCS cho đạo diễn xuất sắc nhất Giải LVFCS cho phim ngoại ngữ hay nhất Nastro d'Argento for Best Director Nastro d'Argento for Best Original Story Nastro d'Argento for Best Original Screenplay Giải của Hội phê bình phim online cho phim ngoại ngữ hay nhất Giải SDFCS cho phim ngoại ngữ hay nhất Giải SEFCA cho phim ngoại ngữ hay nhất Toronto International Film Festival People's Choice Award Đề cử — Giải Oscar cho đạo diễn xuất sắc nhất Đề cử — Giải Oscar cho kịch bản gốc xuất sắc nhất Đề cử — Amanda Award Đề cử — BAFTA Award for Best Film not in the English Language Đề cử — Giải BAFTA cho kịch bản gốc xuất sắc nhất Đề cử — Giải BFCA cho phim hay nhất Đề cử — Directors Guild of America Award for Outstanding Directing – Feature Film Đề cử — Cành cọ vàng Đề cử — Satellite Award for Best Foreign Language Film |
| 1999 | Asterix and Obelix vs Caesar        | Lucius Detritus         | |
| 2002 | Roberto Benigni – Chaos With Method |                         | |
| 2002 | Pinocchio                           | Pinocchio               | - Cũng là đạo diễn - Razzie Award for Worst Diễn viên - Đề cử — David di Donatello for Best Diễn viên - Đề cử — Razzie Award for Worst Screen Couple(chia sẻ với Nicoletta Braschi) - Đề cử — Razzie Award for Worst Screenplay(chia sẻ với Vincenzo Cerami) - Đề cử — Razzie Award for Worst Director |
| 2003 | Coffee and Cigarettes               | Roberto                 | đoạn "Strange to Meet You" |
| 2005 | The Tiger and the Snow              | Attilio de Giovanni     | - Cũng là đạo diễn - Nastro d'Argento Best Original Story - Đề cử — Nastro d'Argento Best Diễn viên |
| 2012 | To Rome with Love (film)            | Leopoldo Pisanello      | |

## Sách
- E l'alluce fu... monologhi e gags (1996)